# 极速前进：冲刺！中国3
《极速前进：冲刺！中国3》（英語：The Amazing Race: China Rush3）是流行的真人秀節目《极速前进》的中國版之第三季。共有11對不同關係的選手參賽，為最終大獎－－雙人环球旅行，進行橫跨11個城市的比賽。
中國版是继亞洲版和以色列版后第三個亞洲版本的《极速前进》。賽事于2012年4月间拍攝，主持人是同時任《极速前进亞洲版》的主持吳振天。
节目于每周六下午4点（北京时间）在上海东方卫视播出中文版，9月1日首播；在每周日晚上8点在上海外语频道播出英文版，8月26日首播。
本季冲刺中国所旅行的地区不再只是中国大陆，本季还前往台湾的新北市进行了比赛，且本季冲刺中国引进了快进线索(Fast Forward)和直通卡（Express Pass）。

## 比賽结果
下表列出了所有参赛队伍的比赛结果，以排名顺序列出。當中列出的隊員關係為節目拍攝時期的狀態，关系描述为官方版本。
| 隊伍           | 隊伍            | 關係     | 分段比賽成績 | 分段比賽成績 | 分段比賽成績 | 分段比賽成績 | 分段比賽成績 | 分段比賽成績 | 分段比賽成績 | 分段比賽成績 | 分段比賽成績 | 分段比賽成績 | 分段比賽成績 | 分段比賽成績 | 路障完成情況       |
| 隊伍           | 隊伍            | 關係     | 1            | 2            | 3            | 4            | 56           | 6            | 7            | 8            | «9»          | 10           | 11           | 12           | 路障完成情況       |
| -------------- | --------------- | -------- | ------------ | ------------ | ------------ | ------------ | ------------ | ------------ | ------------ | ------------ | ------------ | ------------ | ------------ | ------------ | ------------------ |
| 中华人民共和国 | 雷声 & 刘伟伟   | 培训精英 | 1st          | 1st          | 5th5         | 5th^         | 3rd          | 4th          | 1stε         | 4th          | 1st          | 1st          | 3rd11        | 1st          | 雷声 6，刘伟伟 6   |
| 中华人民共和国 | 童尹恩 & 赵睿乔 | 靓丽模特 | 4th          | 3rd          | 7th          | 7th–         | 6th          | 3rd7         | 6th          | 2nd          | 2nd          | 4th          | 2nd          | 2nd          | 童尹恩 6，赵睿乔 6 |
| 美国           | 阮伯克 & 马景洋 | 哈佛男孩 | 5th          | 5th2         | 3rd          | 1st+         | 2nd          | 1st          | 4th          | 3rd          | 4th          | 3rd          | 1st»         | 3rd          | 阮伯克 6，马景洋 6 |
| 中华人民共和国 | 李洋 & 张业林   | 奋斗情侣 | 9th          | 4th          | 6th5         | 3rd~         | 8th          | 5th          | 5th>         | 1st          | 3rd          | 2nd          | 4th«         |              | 李洋 5，张业林 5   |
| 瑞典           | 万黎 & 凯心     | 派对女孩 | 6th          | 9th          | 1stƒ         | 6th–         | 4th          | 6th8         | 2nd          | 5th          | 5th          | 5th          |              |              | 万黎 5，凯心 4     |
| 马来西亚       | 邓凯馨 & 邓凯升 | 双胞兄妹 | 7th          | 6th          | 2nd          | 2nd^         | 1st          | 2nd          | 3rd          | 6th10        |              |              |              |              | 邓凯馨 4，邓凯升 3 |
| 美国           | 苏立元 & 刘静雯 | 患难夫妻 | 10th         | 7th          | 8th3,5       | 8th~         | 5th          | 7th          | 7th<         |              |              |              |              |              | 苏立元 4，刘静雯 2 |
| 中华人民共和国 | 小冰 & 小棒     | 达人兄弟 | 3rd          | 2nd          | 4th          | 4th+         | 7th          | 8th9         |              |              |              |              |              |              | 小冰 1，小棒 4     |
| 中华人民共和国 | 俞萍 & 俞辰静   | 任性父女 | 2nd          | 8th          | 9th3,4       |              |              |              |              |              |              |              |              |              | 俞萍 1，俞辰静 1   |
| 美国           | 尼克 & 李之盛   | 邻家好友 | 8th          | 10th         |              |              |              |              |              |              |              |              |              |              | 尼克 1，李之盛 1   |
| 中华人民共和国 | 罗伯特 & 郝为加 | 另类好友 | 11th1        |              |              |              |              |              |              |              |              |              |              |              | 罗伯特 0，郝为加 0 |

- 紅: 該隊已被淘汰
- 綠ƒ：該隊贏得快进（Fast Forward）線索。
- 紫ε：该队使用「迅速通關卡」（Express pass）。
- 下線藍：該隊最後抵達非淘汰提示站，他们需在下赛段接受減速障礙(Speed Bump)任務
- 橙>：該隊指定讓路；<是被指定讓路的队伍；<>表示该赛段有讓路但無隊伍使用
- 靛»表示该队使用回转；«是被指定迴轉的队伍，«»表示该赛段有迴轉但無隊伍使用

- ^  注解1：第一赛段有起点线任务且最后一名完成任务的罗伯特&郝为加在起点线被淘汰
- ^  注解2：阮伯克&马景洋原本是第二支队伍到达中继站，但是他们在前往北海公园时打了出租车而非步行前往，被罚时30分钟从而掉至第五
- ^  注解3：在第二赛段的最后，俞萍&俞辰静所搭乘的出租车比苏立元&刘静雯所搭乘的出租车先到达中继站，但由于俞萍在找寻绥芬河火车站的线索时不小心扭伤了脚使得他们最后被反超，最后节目组了解情况后让俞萍&俞辰在第三赛段比苏立元&刘静雯早出发一分钟
- ^  注解4：俞萍&俞辰静在挑战吃泡菜的任务中俞辰静吐出了已经吃下的泡菜，因而俞萍&俞辰静在绕道任务当地被罚时20分钟
- ^  注解5：雷声&刘伟伟、李洋&张业林和苏立元&刘静雯在荡秋千任务中挑战次数均超过了三次，分别在任务当地被罚时30分钟、10分钟和10分钟
- ^  注解6：第五赛段原本是淘汰赛段，但由于李洋&张业林在潜水寻宝剑的任务上的失误让他们认为该失误不在于他们自己而在于节目组准备不佳，在节目组与张业林进行一番商榷后，节目组临时将该赛段改为非淘汰赛段[來源請求]

- ^  注解7：童尹恩&赵睿乔原本是第三支队伍到达中继站，但是他们到中继站之前沒有付出租车车資,他们被要求回去付出租车车資,回到中继站時還是第三
- ^  注解8：万黎&凯心原本是第五支队伍到达中继站，但是他们到中继站之前沒有付出租车车資,他们被要求回去付出租车车資,回到中继站時李洋&張業林超前她们,最後以第六位到达
- ^  注解9：节目本身没有因选手未将包放置在存包点而被罚时的规则，小冰&小棒的罚时而导致最后的出局是由于他们主动申请退赛因而节目组制造的特殊罚时[來源請求]

- ^  注解10：邓凯馨&邓凯升本是第一队到达中继站的队伍，但他们没有按照规定从八里渡轮码头乘船至渔人码头而是直接乘出租车至渔人码头，因此被罚时1个小时，从而导致最后被淘汰
- ^  注解11：雷声无法完成攀岩任务而选择罚时2小时
- ^  注解12：第十二赛段是有二個路障,因為童尹恩和阮伯克的隊友在路障完成次數已經完成達到6次,因此童尹恩和阮伯克必須要完成二個路障

## 奖励
- 第1段 - 印度尼西亚鹰航空公司提供的往返巴厘岛的机票和直通卡（可以运用直通卡略过比赛中的任意一个挑战）
- 第2段 - 马来西亚航空公司提供的双人往返吉隆坡的机票
- 第3段 - 韩亚航空公司提供的双人往返韩国首尔的机票
- 第4段 - 菲律宾航空公司提供的双人往返菲律宾长滩岛的机票
- 第5段 - 泰國國際航空提供的双人往返泰國普吉岛的机票
- 第6段 - 文莱王室航空公司提供的双人往返文莱的机票以及在大连希尔顿酒店免费入住两夜的奖励
- 第7段 - 毛里求斯航空公司提供的双人往返毛里求斯的机票以及在北京希尔顿酒店免费入住两夜的奖励
- 第8段 - 澳大利亚乌鲁鲁艾尔斯岩沙漠风帆酒店和广州白云希尔顿酒店各入住两晚的奖励
- 第9段 - 菁英游轮公司提供的六天的海上航行（从上海出发依次到韩国济州群岛、日本福冈和日本鹿岛）以及南京希尔顿酒店入住两晚的奖励
- 第10段 - 吉祥航空公司提供的双人往返布吉岛的机票以及两晚入住重庆希尔顿酒店的奖励
- 第11段 - 菲律宾航空公司提供的双人往返关岛的机票以及日本大阪希尔顿酒店入住两晚的奖励
- 第12段 - 双人环球旅行

## 賽程摘要

### 第一段（上海 → 山西）

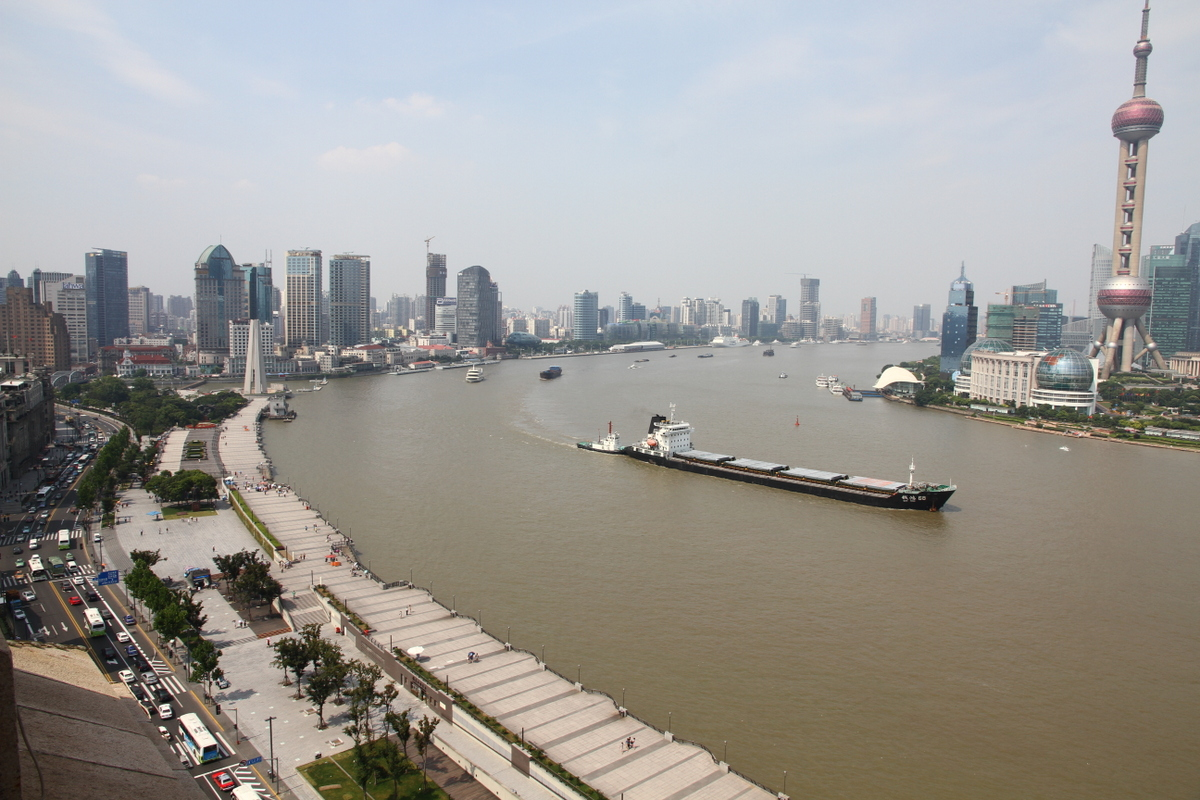
被称为“万国建筑博览群”的外滩成为冲刺中国第三季的起点线

- 中华人民共和国上海外滩（起点线）（AT1）（淘汰點）
- 上海至山西阳城（皇城相府大门）
- 阳城（皇城相府内府）（AT2）
- 阳城（上庄村）（AT3）
- 阳城（蟒河风景区）
- 阳城（饮马泉）

本赛段任务摘要：
- AT1：选手必须在上百面旗帜中迅速地找出旗帜上印的有《康熙词典》中代表“一”的汉字，一旦最后完成立即被淘汰。
- AT2：选手先根据获得的线索号码在平台上观察自己需要寻找的是琉璃龙的哪一部分，接着在皇城内部找到自己所指定的号码的那条龙的不完整的部分，最后将得到的部分龙身运至屋顶并摆放正确，方可得到下一条线索。
- AT3：选手必须穿上传统的服饰和架起一架当地的旱船然后沿着村间小路来到樊溪并找到一名村官以获得下一条线索。
- Road Block：选手必须在群猴包围的猕猴山上用仅有的竹子和绳子打起一架竹秋千并通过检验。

### 第二段（山西 → 黑龙江）

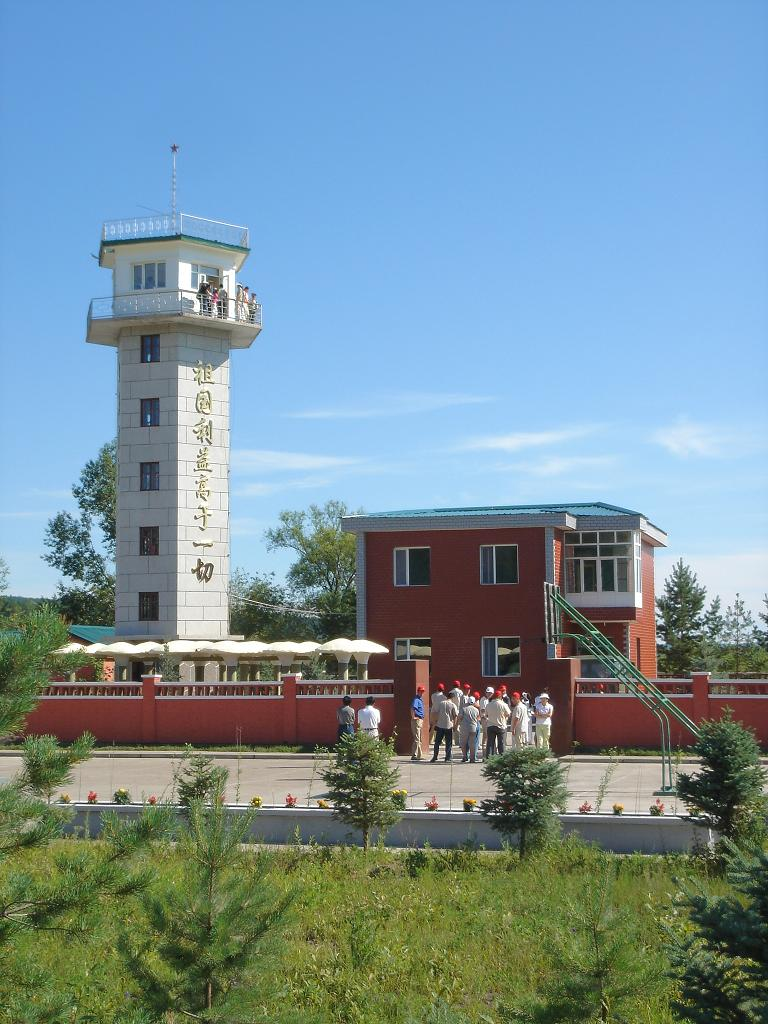
在哨所进行军事化的叠被子对于多数选手来说是一件不容易的事

- 山西阳城至黑龙江绥芬河火车站
- 绥芬河（中俄艺术文化展馆）（AT1）
- 绥芬河（北海公园）
- 绥芬河（中心广场购物街）
- 绥芬河（605哨所）
- 绥芬河（绥芬河口岸）

本赛段任务摘要：
- AT1：选手首先需要从十个的套娃中选择一款，然后到展馆的各个房间寻找选手所选类型套娃的所有剩余部分正确地组成整个一套才能获得下一条线索。
- Detour：树：选手需在双胜村标志的树林里用监听器找到一棵“会唱歌的树”并用铲子铲出在树下的线索；木：选手需要在双胜村建国养殖场帮农民劈15层垒材（每层4块）并通过农场主检验以获得下一条线索。
- Speed Bump:选手必须用冰锥取得被冻在冰块中的下一条线索。
- Road Block：选手必须按照实例军事化地叠好一张被铺并得到教官的肯定才能得到下一条线索。

### 第三段（黑龙江 → 吉林）

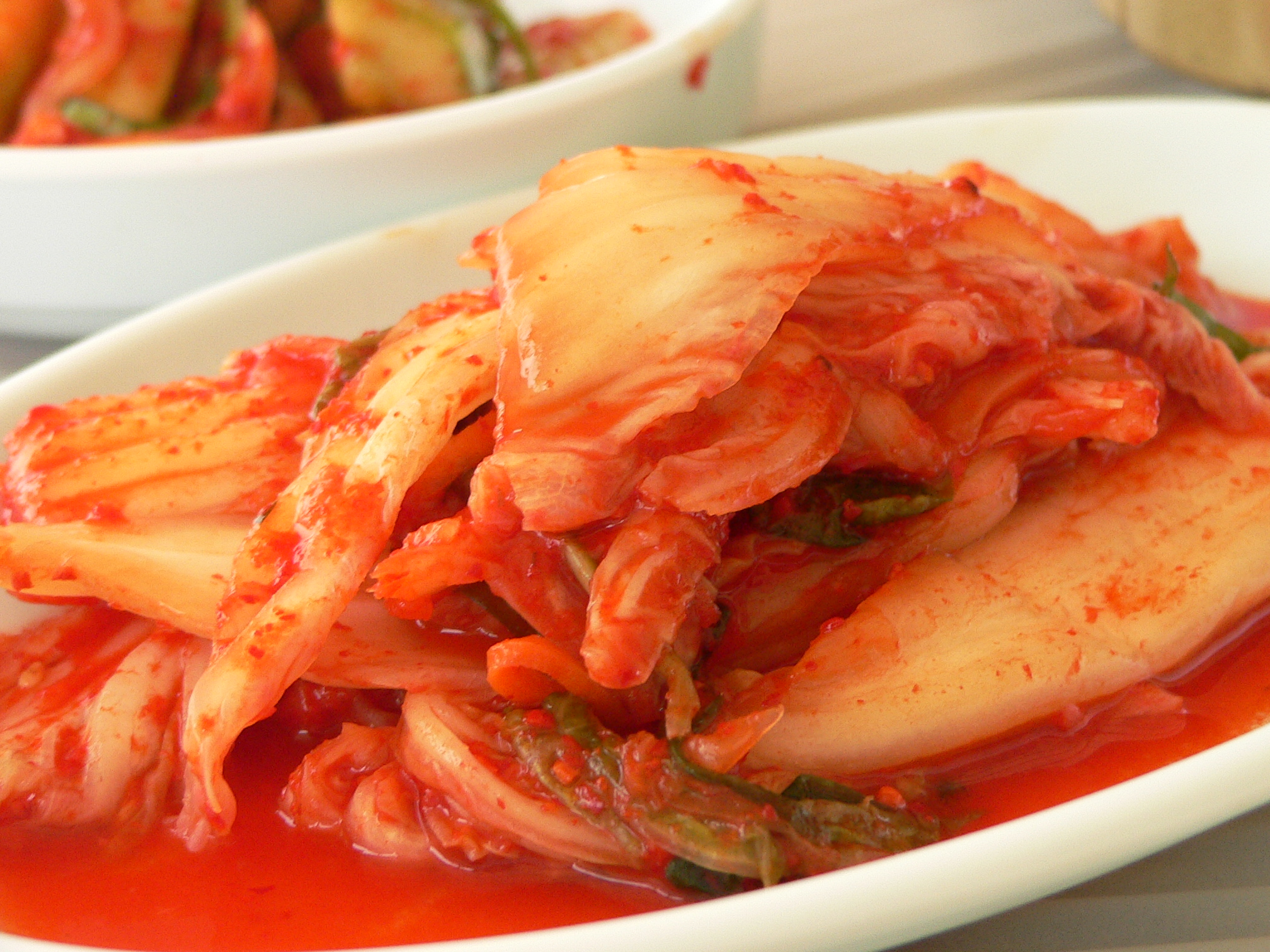
超辣的韩国泡菜成为了第三赛段中阻碍选手的一道难题

- 黑龙江绥芬河至吉林延吉
- 延吉（河南大桥）（AT1）
- 延吉（檀君生物科技公司）
- 延吉（民俗村）
- 延吉（金达莱广场）（AT2）
- 延吉（金达莱冷面店）
- 延吉（国际会展艺术中心）

本赛段任务摘要：
- AT1：选手根据自己获得的线索中拥有的朝鲜文字明了是延吉公园小学中某位同学的名字，然后从学校各班级中找到指定同学，接着跟着寻找正确的同学到特定的教室，穿上朝鲜的特色服装并完成一段朝鲜族礼仪，一旦表演有误，选手将接受10分钟的罚时才能再来一遍，只有选手表演合评委的意，才能获得下一条线索。
- Fast Forword：选手需从上百万条人参中找出指定形状的人参。
- Detour：肚子：每位选手必须吃完1.2公斤朝鲜火辣泡菜才能获得下一条线索，但一旦有选手吐掉吃进嘴的泡菜该队被罚时20分钟；脖子：两位选手都必须头顶罐子从庭院的一头到另一头才能获得下一条线索。
- AT2：队伍中的一位选手站在朝鲜族传统秋千上，另一位选手推自己的队友一次使得本队的秋千荡至3米高并碰到铃铛才能获得下一条线索，但一旦三次尝试都失败，该队需罚时10分钟才能再试3次。

### 第四段（吉林 → 浙江）
- 吉林延吉浙江平湖（北原牧场公园）
- 平湖（平湖高中）（AT1）
- 平湖（马厩村）（AT2）
- 平湖（莫氏庄园）
- 平湖（叔同小学）
- 平湖（九峰一览楼）

本赛段任务摘要：
- AT1：联合队伍中的每位队员在三个投篮线的指定位置和中央三分线上进行投篮，只有所有队员都成功投进篮球，联合队伍才能获得下一条线索。但队伍进行此项任务的时间限时6分钟，一旦超时，联合队伍必须罚时10分钟才能在尝试下一次。
- AT2：选手必须利用提供的道具完成一个稻草人并将完成的稻草人搬到指定地点，得到农民认可后才能获得下一条线索。
- Detour：博弈：选手必须和学生进行西瓜棋比赛，只有使得对手棋子少于两颗时才能获得下一条线索；破蛋：选手必须帮助厨师完成5个糟蛋，当做出来的糟蛋符合厨师的要求后他们还要吃下一个已经做好的糟蛋才能获得下一条线索。
- Road Block：选手必须学会用琵琶演奏一首平湖民歌并通过考验以获得下一条线索。

### 第五段（浙江）

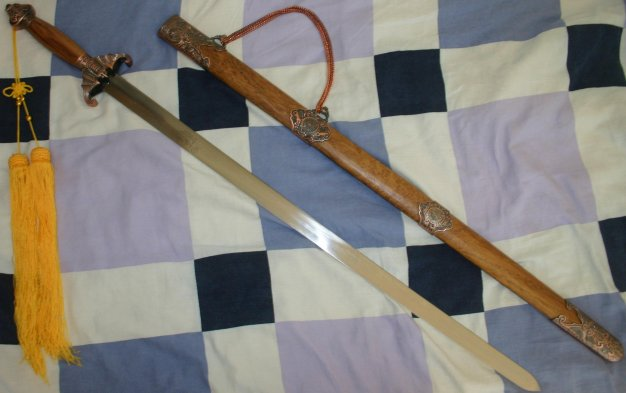
选手在名剑干将莫邪的故乡德清体验剑的魅力

- 浙江平湖浙江德清（新市古鎮）（AT1）
- 德清莫干山仙人坑（法国山居酒店）
- 德清（大斗屋水库）
- 德清（莫干山剑林）（AT2）
- 德清（云山街市场）

本赛段任务摘要：
- AT1：选手需用当地小船将一只山羊运送到指定地点的牧羊人手中以获得下一条线索，若在运输过程中山羊掉入水中，选手须返回再选一只山羊并重新来过。
- Speed Bump：每位队员必须吃完1.5公斤的螺蛳才能继续比赛。
- Detour：抬头看：选手在可以运用斧子的情况下，从竹林中的所有竹子中找到拥有线索的8棵竹子并取得放在竹子树尖上的线索；低头走：选手需将12根巨大的竹子搬运到指定地点以获得下一条线索。
- Road Block：选手必须潜入水中找出在水中隐藏的宝剑。
- AT2：选手需要将在路障任务中获得的宝剑进行打磨直至磨清宝剑上的“China Rush”图标便可获得下一条线索。

### 第六段（浙江 → 安徽）

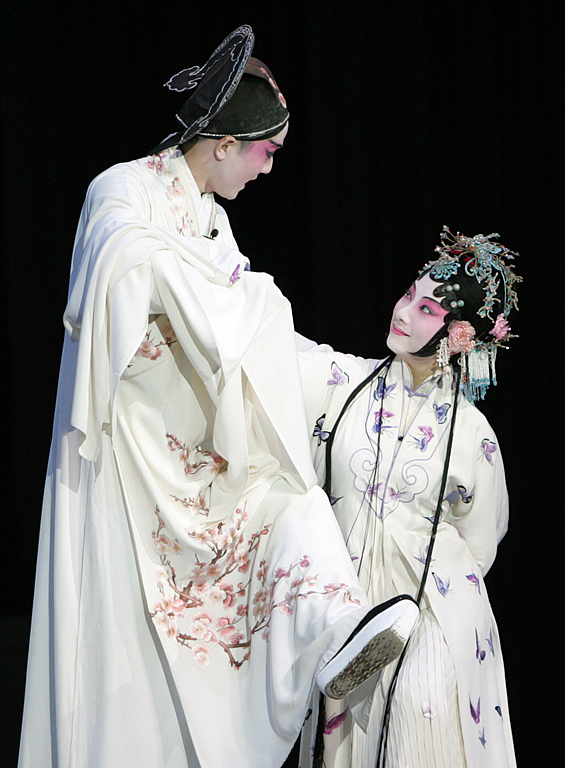
拥有悠久历史的昆曲成为考验选手协调力的挑战

- 浙江德清安徽黄山（风景区南大门）
- 呈坎村（五桥入口）
- 呈坎村（罗氏祠堂）（AT1）
- 黄山（古下尖塔）
- 黄山（九龙瀑布）
- 黄山（人行观光索桥）
- 黄山（河岸石雕画）

本赛段任务摘要：
- Speed Pump：选手必须用扁担挑起2个竹篮并运送干草到指定地点才能继续比赛。
- AT1：选手必须正确数出罗氏祠堂大堂的墙壁上罗氏族谱的字数（2421个），只有正确数完所有的字数才能获得下一条线索。
- Detour：灶台：选手首先需学会怎样制作毛豆腐，然后前往黄山老街步行街找到指定的小摊制作并卖出100元的毛豆腐；舞台：选手在4分钟之内学习一套昆曲表演，接着上台进行表演，只有其表演通过老师的检验才能获得下一条线索，反之，选手必须回到后台并再来一遍。
- Road Block：一名选手要从九龙瀑布的顶端进行垂直降落120米进入冰冷的水中并游向指定地点以获得下一条线索。

### 第七段（安徽 → 江苏）

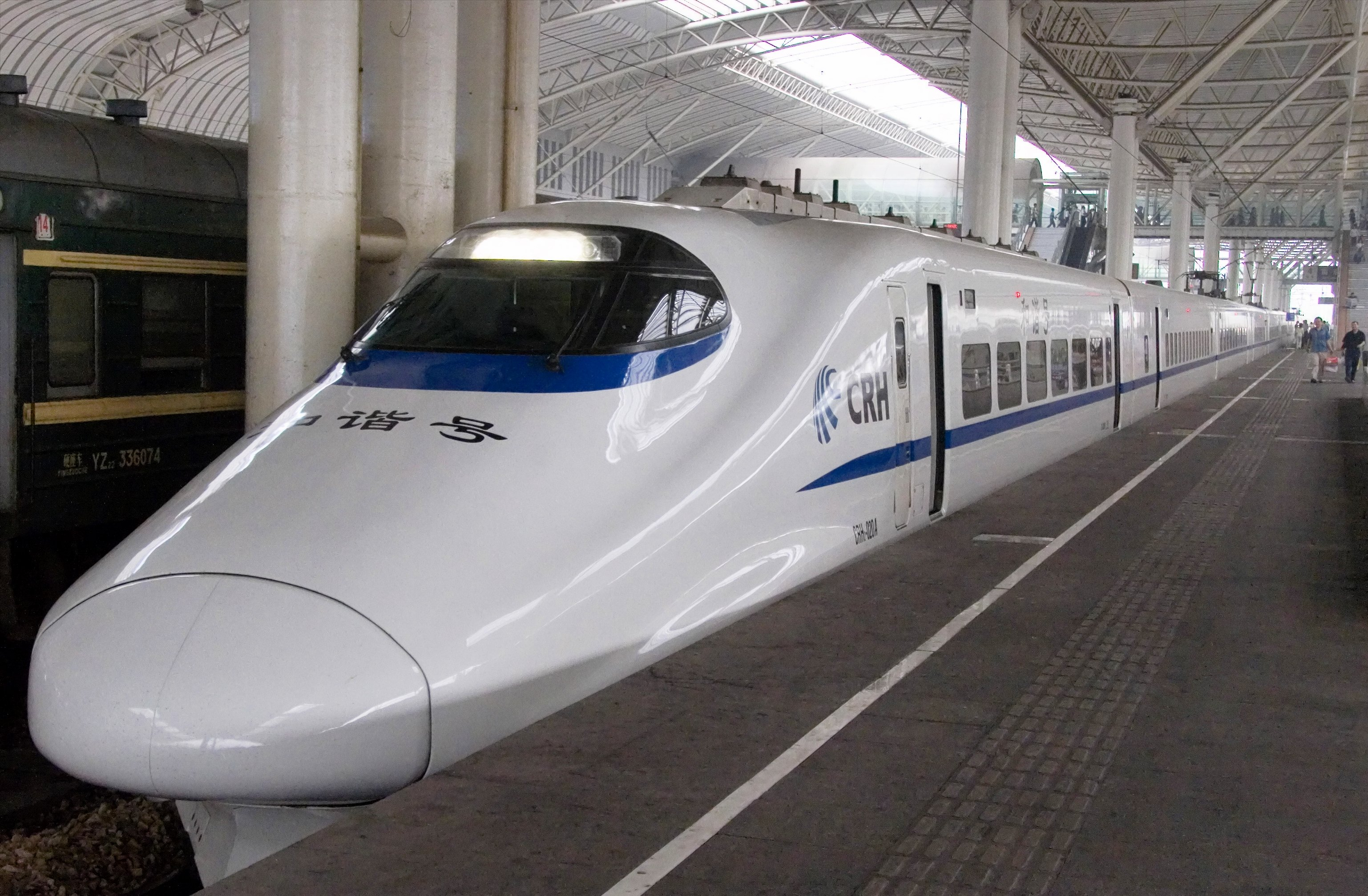
选手在南京体验高速铁路背后的故事

- 安徽黄山江苏南京（世贸滨江希尔顿酒店）
- 南京（中铁宝桥）
- 南京（紫峰大厦第72层）
- 南京（航空航天大学）（AT1）
- 南京（南京奥体中心）

本赛段任务摘要：
- Road Block：选手在没有任何指导的情况下，凭自己的能力制作出一道希尔顿酒店的招牌菜并通过大厨的检验以获得下一条线索。
- Detour：铁手：选手必须固定组装87个高铁轨道部件并符合领班的要求以获得下一条线索；铁腿：两位选手要用标记的小运输车共运送14车废弃的工业铁屑才可获得下一条线索。
- AT1：每位选手都会被装进引力旋转装置中进行旋转，并在他们被旋转的过程中会被一起展示不同种类的飞机照片10张，最后在20张飞机照片中找到自己看到的照片，全部正确找出便可获得下一条线索，如果失败则需重来一遍。

### 第八段（江苏 → 台湾）
- 江苏南京至上海（浦东国际机场）
- 上海台湾台北

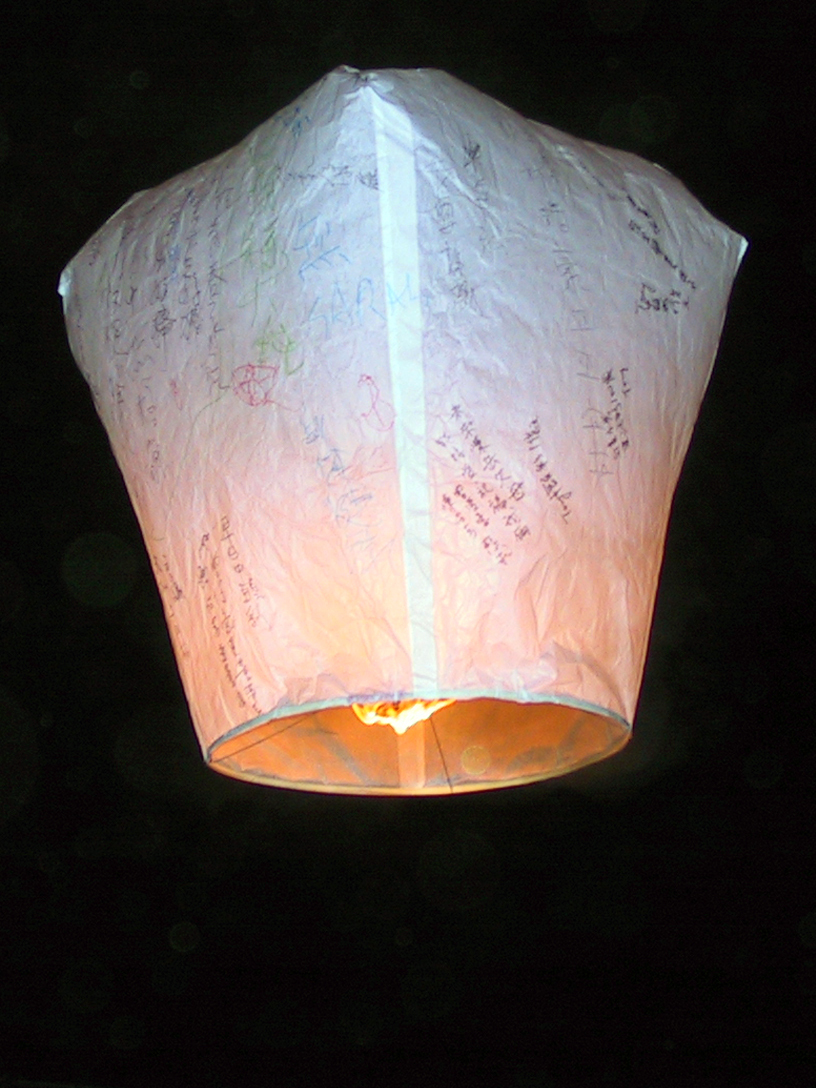
选手在台湾制作代表自己愿望的天灯

- 台北（八堵火车站）台北（十分车站）（AT1）
- 新北（翡翠湾北极点）（AT2）
- 台北（野柳地质公园）
- 台北（八里轮渡码头）台北（渔人码头）
- 台北（爱之船广场）

本赛段任务摘要：
- AT1：选手要在同时放的有线索的桌子上的印章中找到有“冲刺中国”字样的印章。
- Detour：放飞：选手运用提供的材料制作一个孔明灯（又称：天灯）接着在其上写上自己的愿望并放飞，如果制作的天灯飞行高度达到要求，则可获得下一条线索，否则全部重新来过；牵挂：选手徒手在静安吊桥底部挂上150个风铃并在最后一个风铃上写上愿望，一旦有一个风铃在悬挂过程中掉入水中，选手将受到20分钟的罚时，只有成功挂上了所有的风铃，选手才能获得下一条线索。
- Road Block：选择完成这项路障的选手需要到达滑翔伞终点等待队友坐着滑翔伞到达终点，而没有选择完成这项任务的选手需要乘坐滑翔伞到达指定位置以获得下一条线索。
- AT2：选手完成路障后得到的线索是野柳地质公园的岩石图案，选手必须根据图案明了下一个目的地。

### 第九段（台湾 → 贵州）

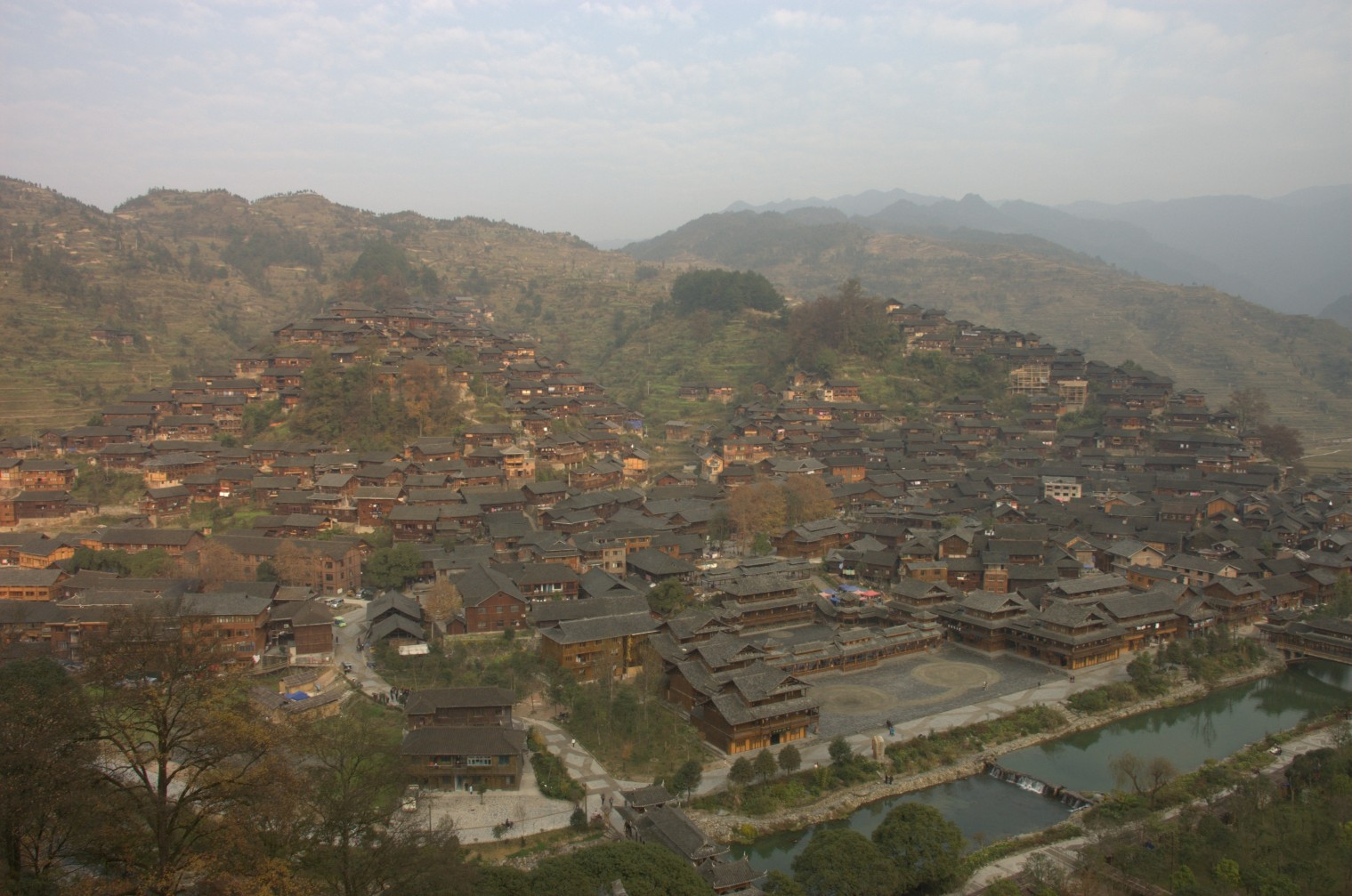
选手在贵州欣赏苗族村寨的迤逦风光

- 台湾台北 贵州贵阳雷山县
- 雷山（木鼓广场）
- 雷山（朗德上寨）（铜鼓坪广场）
- 雷山（西江苗寨观景台）（AT1）
- 雷山（西江苗寨表演场）
- 雷山（古藏头家）
- 雷山（铜鼓广场）

本赛段任务摘要：
- Detour：湿漉漉：选手必须在标记的水塘里每人各抓住5只水鸭并安全地放置在指定篮筐中以获得下一条线索；干巴巴：选手要在指定的田地里用干草成功堆起一座苗族特色的干草垛以获得下一条线索。
- AT1：选手首先要在观景台上从上千户的苗屋中寻找到一栋未完工的苗屋，然后选手到达该苗屋后为这座未完工的屋子用传统的方式盖好屋顶的300块瓦片，只有获得主管人员的肯定，选手才能获得获得下一条线索。
- Road Block：选手首先要拼凑出60块图片的印有苗族姑娘结婚礼服的拼图，接着根据拼图找到对应的苗族服饰并将此服装交给苗族新娘给予试穿，只有正确找对所有的装饰与衣物并且苗族新娘成功穿上漂亮的嫁衣，选手才能获得下一条线索。

### 第十段（贵州 → 云南）

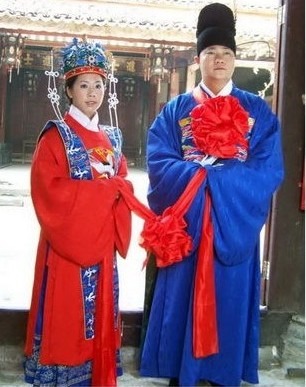
选手在大理为新娘找寻丢失的嫁妆

- 贵州雷山云南大理
- 大理（洱海门）（AT1）
- 大理（恒丰奶牛养殖场）（AT2）
- 大理（天龙八部影视城）
- 大理（崇圣三塔）
- 大理（崇圣寺三塔）

本赛段任务摘要：
- AT1：只有每位队员都吃下一块大理小吃——“乳扇”之后队伍才能获得下一条线索。
- AT2：选手首先需要将6筐胡萝卜运送至指定的喂料槽中，接着进入指定的牛场铲起4桶牛粪并运送到粪便堆肥区以获得下一条线索。
- Seppd Bump：每位选手必须喝完一壶刚挤出来的牛奶。
- Detour：喜庆：选手在以穿着完整服饰的女演员为标本，在影视城中找到其他女演员服饰上所缺失的5个配饰（耳环，戒指，镜子，手链与眼镜）；囚禁：选手首先要记住西门城墙上犯人所犯下的罪行，然后一个扮演衙役一个扮演囚犯且囚犯要进入囚车中并且衙役用人力将囚犯押送到宫殿的入口，最后囚犯必须在判官面前正确诉述他的罪行以获得下一条线索。
- Road Block：选手必须运用大理石制成的七巧板拼出一个完整的正方形后才能获得下一条线索。

### 第十一段 （云南）
- 大理（蝴蝶泉）（AT1）
- 大理（蝴蝶大世界）（AT2）
- 大理（东山岩场）
- 大理（喜洲牌坊）
- 大理（喜洲古戏台）
- 大理（南诏风情岛）
- 大理（本主广场）

本赛段任务摘要：

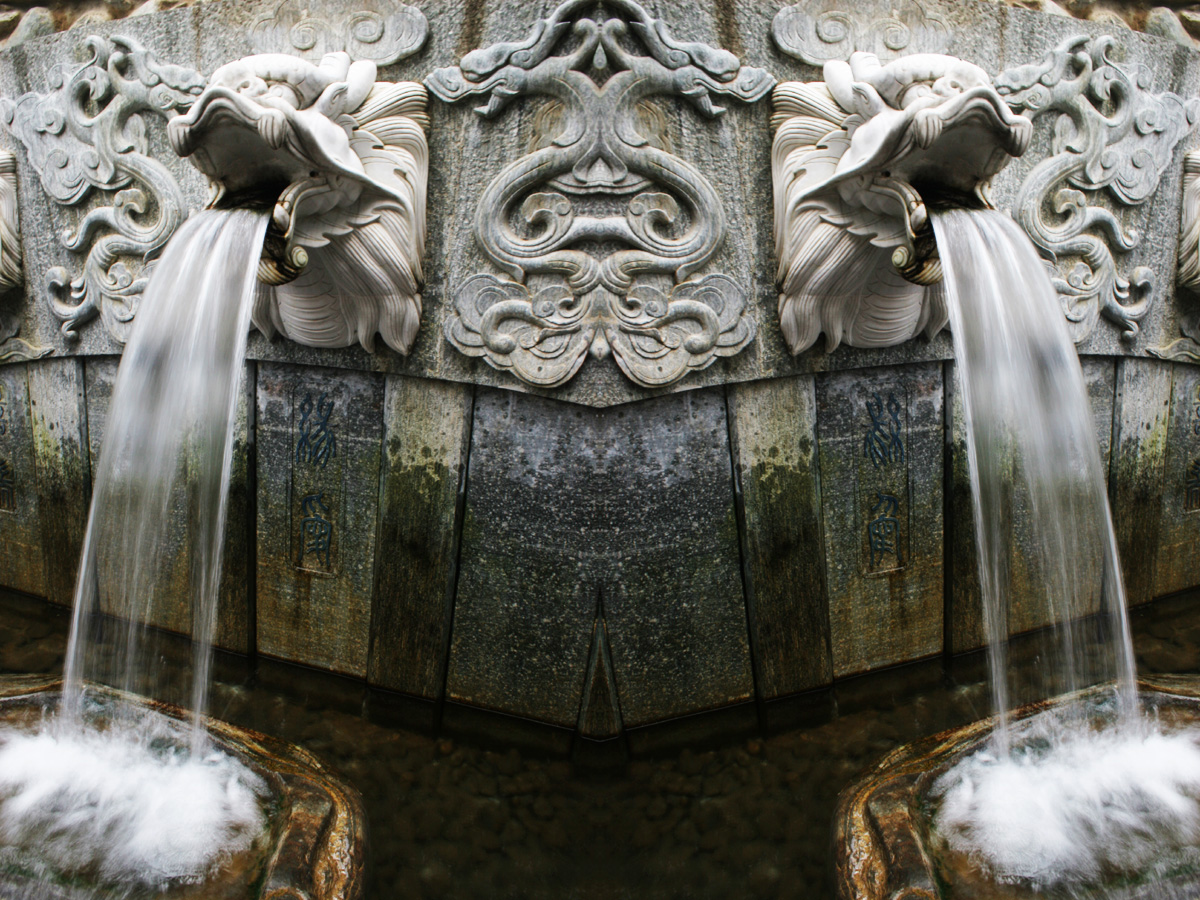
选手在蝴蝶泉边与蝴蝶亲密接触

- AT1：选手获得的线索为两只蝴蝶书签，队伍必须通过这只标本明了他们将前往大理蝴蝶泉。
- AT2：选手必须在展厅内抓住入口展示的三种蝴蝶各五只以获得下一条线索。
- Road Block：选手必须攀上岩壁取得挂在岩壁上的草药并带下岩壁交给药师以获得下一条线索。
- Detour：茶道：选手首先需品尝当地三杯茶，然后到另一个庭院里的一堆茶中选出刚刚喝过的三杯茶，全部选择正确方可获得下一条线索，如果选手无法识别，则需返回原先的庭院再来一遍；渔道：选手首先需划着渔船将鱼鹰运至湖中心的老翁出并得到一篮子鱼，接着将获得的鱼再次运用渔船运回岸上且交给渔夫以获得下一条线索。

### 第十二段 （云南 → 四川）
- 云南大理至云南昆明四川成都
- 成都（黄龙溪古镇）
- 成都（东区音乐广场） （AT1）
- 成都（大熊猫繁殖研究基地）
- 成都（武侯祠）

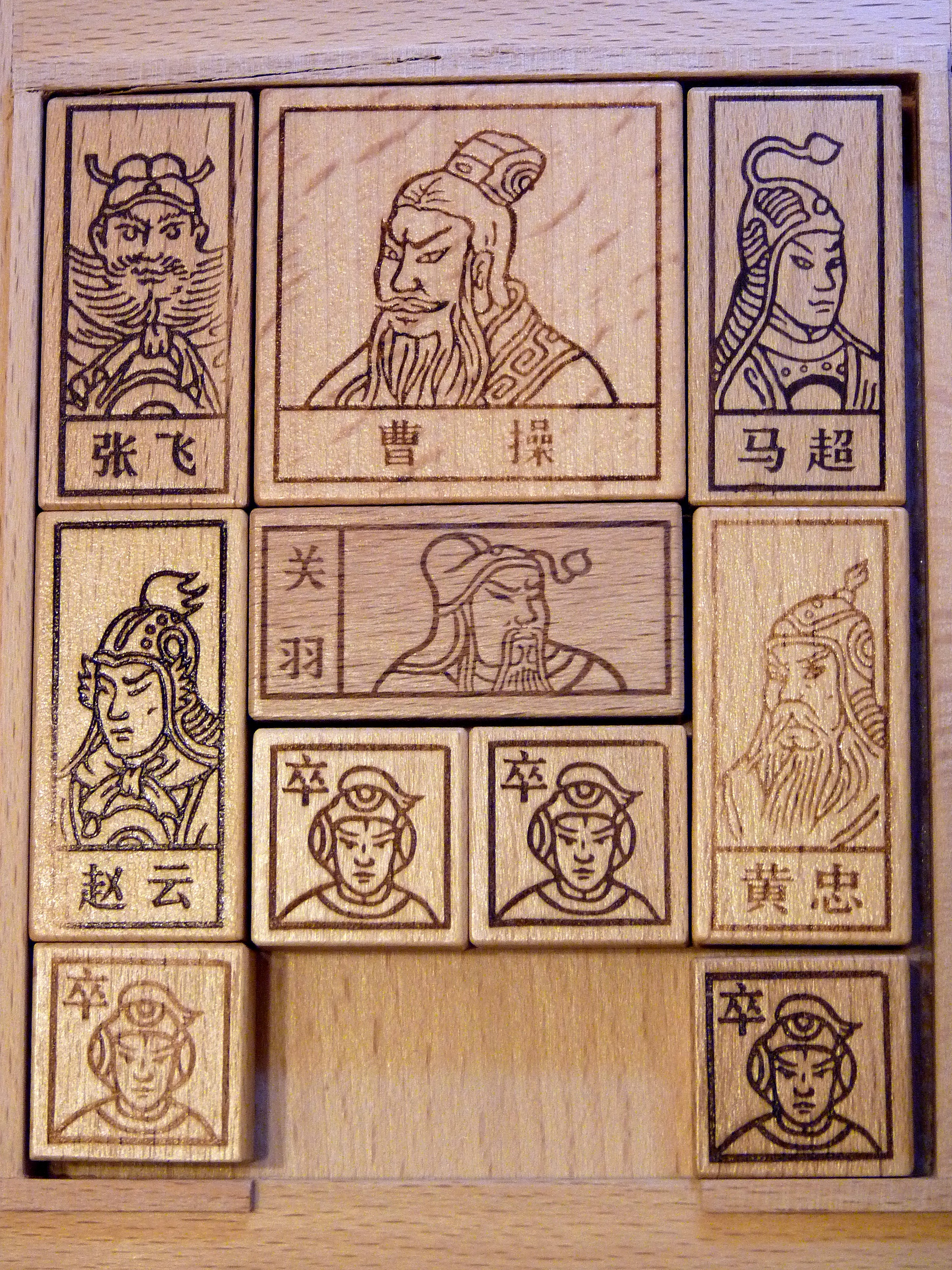
真人版的华容道游戏是对选手智力和体力的双重考验

- 成都（金沙遗址博物馆）

本赛段任务摘要：
- Road Block 1:根据记忆排列本赛季队伍淘汰的顺序排列舞龙队员并参加舞龙表演
- AT1:一名选手攀爬60米高的烟囱，拿到线索原路返回。另一名选手做支援拉绳子。
- Road Block 2：将曹操送出华容道即可奔向终点。

## 外部連結
- 官方網站（英文）